# Cuenca del Congo
La cuenca del Congo es la parte de África Central drenada por el río Congo y sus afluentes. La cuenca hidrográfica del Congo cubre un área de unos 3 730 000 km², la mayor de África y segunda mayor del mundo después de la del Amazonas, y abarca territorios de nueve paísesː República Democrática del Congo, República del Congo, Angola, Burundi, Camerún, República Centroafricana, Ruanda, Tanzania y Zambia. Esta región es conocida como El Congo.
El río y sus afluentes fluyen por la selva del Congo. Por su área es la segunda selva más grande del mundo, solo superada por la selva del Amazonas en Sudamérica. Por su caudal el río es el tercer río más caudaloso del mundo, superado solo por el Amazonas y el complejo del Ganges-Brahmaputra-Meghna; y es uno de los ríos más profundos del mundo, alcanzando profundidades que superan los 220 m. Debido a que su cuenca comprende sectores tanto al norte como al sur del ecuador, su caudal es estable, ya que siempre hay por lo menos un sector del río en el cual es la temporada de lluvias.
Las fuentes del Congo son las tierras altas y montañas del Rift de África Oriental, como también el lago Tanganica y el Mweru, que alimenta al río Lualaba, que se convierte en el Congo después de las cataratas Boyoma. El río Chambeshi en Zambia es por lo general considerado la fuente del Congo de acuerdo a la metodología aceptada de escoger al afluente de mayor longitud.
El Congo fluye en dirección norte desde Kisangani justo luego de las cataratas Boyoma, luego gradualmente se orienta en dirección suroeste, pasando por Mbandaka, uniéndose con el río Ubangi y fluyendo en la Pool Malebo (Stanley Pool). Kinshasa (antiguamente Léopoldville) y Brazzaville se encuentran en orillas opuestas del río en la Pool, donde el río se angosta y cae por diversas cataratas en profundos cañones (denominadas en conjunto cataratas Livingstone), atravesando Matadi y Boma y desembocando en el mar junto al pequeño poblado de Muanda.
La cuenca del río Congo es una de los sectores fisiográficos distintivos de la gran provincia del medio de África, que a su vez es parte de la división fisiográfica de África.